# Hiller-Denkmal

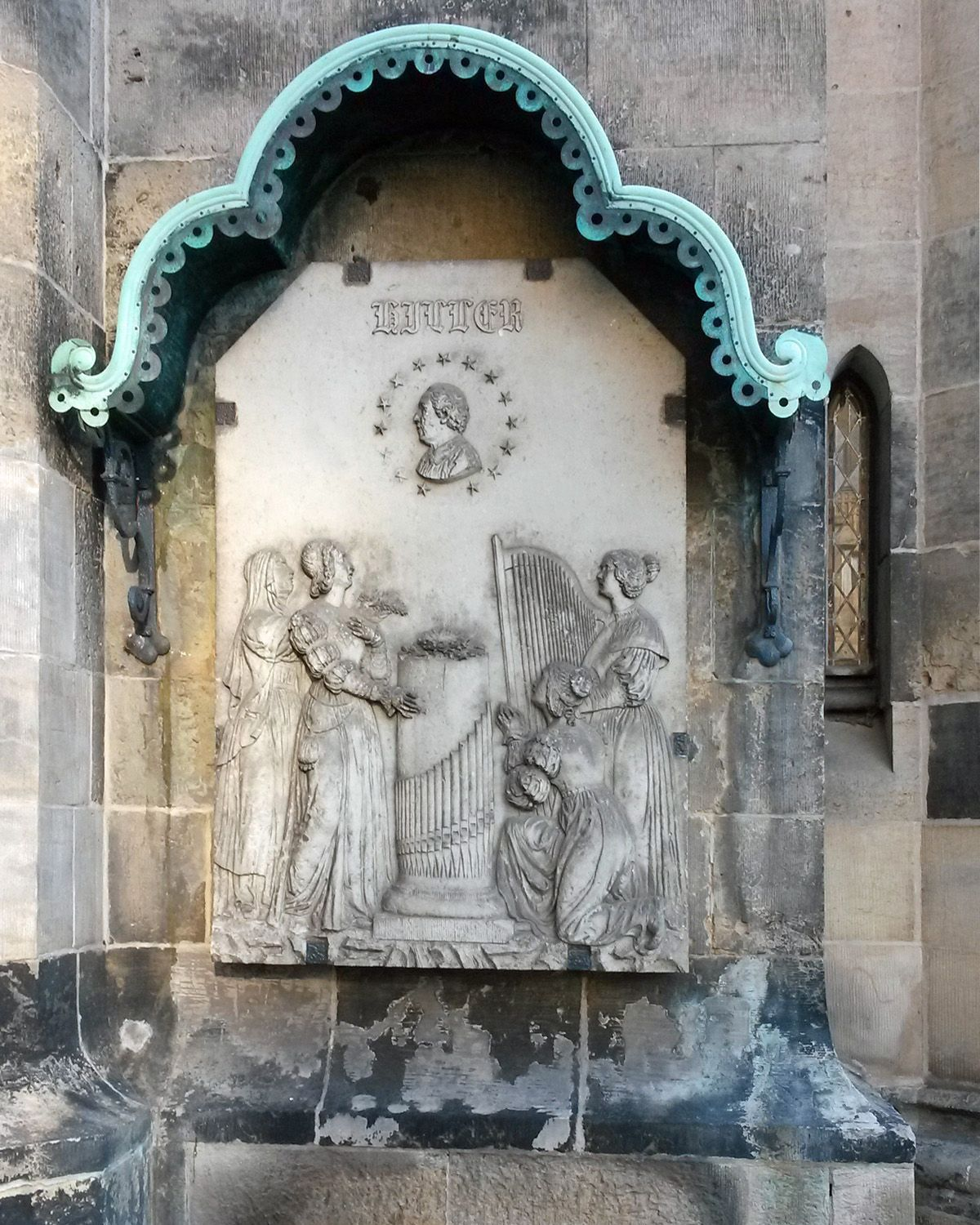
Die Gedenktafel für Johann Adam Hiller an der Thomaskirche in Leipzig

Das Hiller-Denkmal in Leipzig ist eine Gedenktafel an der Nordwestseite der Thomaskirche für den Gewandhauskapellmeister, Thomaskantor, Komponisten und Gesangslehrer Johann Adam Hiller. Sie ist das Relikt eines ehemaligen Denkmals (1832) westlich der Thomaskirche, welches das erste Denkmal für einen Musiker in Leipzig war.

## Die Gedenktafel
Die 1,57 Meter hohe Relief-Sandsteintafel wird von einer dreipassartigen Kupferbedachung überwölbt. Die Tafel zeigt im oberen Teil unter dem Hillerschen Namenszug in großen Frakturbuchstaben sein Porträt in einem Sternenkranz. Die Hauptszene sind vier Frauengestalten mit aufwärts gerichtetem Blick. Die rechte spielt Harfe, ihre Nachbarin ist in die Knie gesunken. Die linke trägt eine Ordenstracht. Sie umgeben einen von Orgelpfeifen umkleideten Säulenstumpf, auf dem Kränze aus Efeu, Ölzweigen und Blumen niedergelegt sind. Diese musikalische Huldigungsszene bezieht sich auf vier von Hiller im Gesang unterrichtete Schwestern.

## Geschichte
Im Jahr 1776 hielt sich eine Witwe Podleska mit vier Töchtern aus Beraun in Böhmen kommend zur Messe in Leipzig auf. Johann Adam Hiller wurde durch den Gesang der zwölfjährigen Tochter Thekla auf die Mädchen aufmerksam und unterrichtete sie in seiner seit 1771 in Leipzig betriebenen Gesangsschule. Alle vier wurden Sängerinnen, eine von ihnen später Nonne. Die Erfolgreichste war Thekla, eine zeitweilige Verlobte von Johann Christian Reinhart. Sie ging 1783 an das Hoftheater von Mitau in Kurland und war zuletzt Lehrerin in Prag.

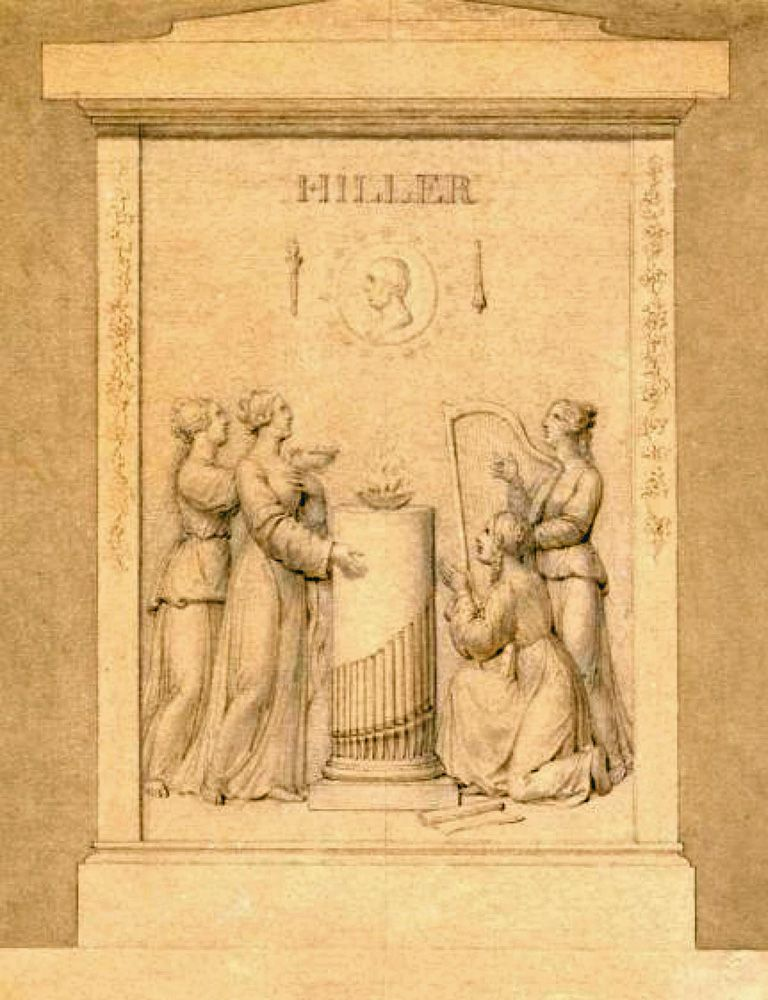
Der erste Denkmalentwurf
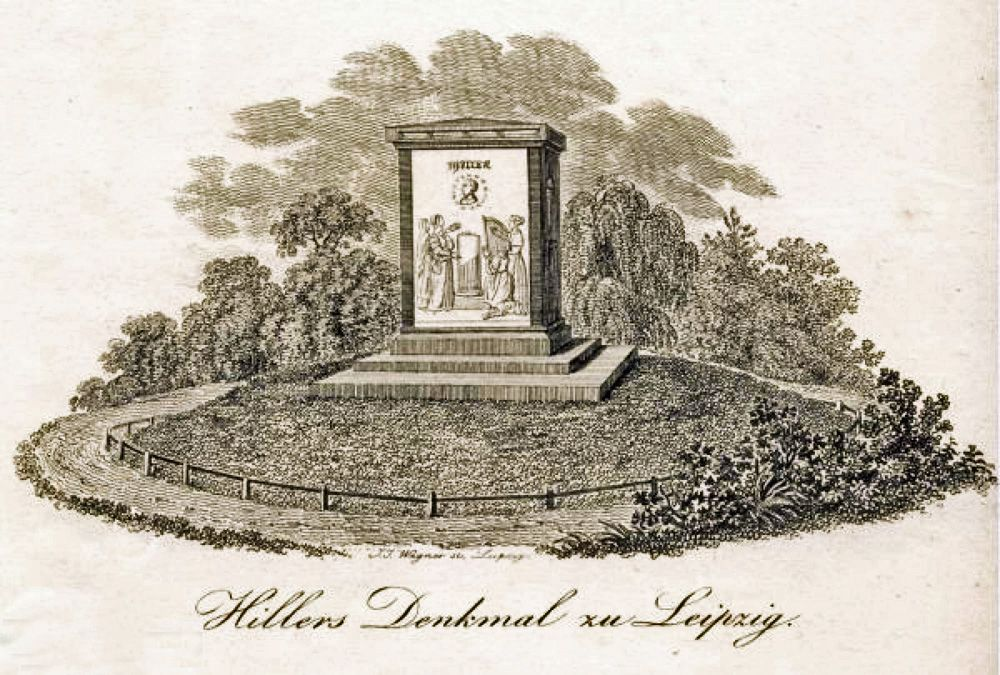
Das Hiller-Denkmal um 1840
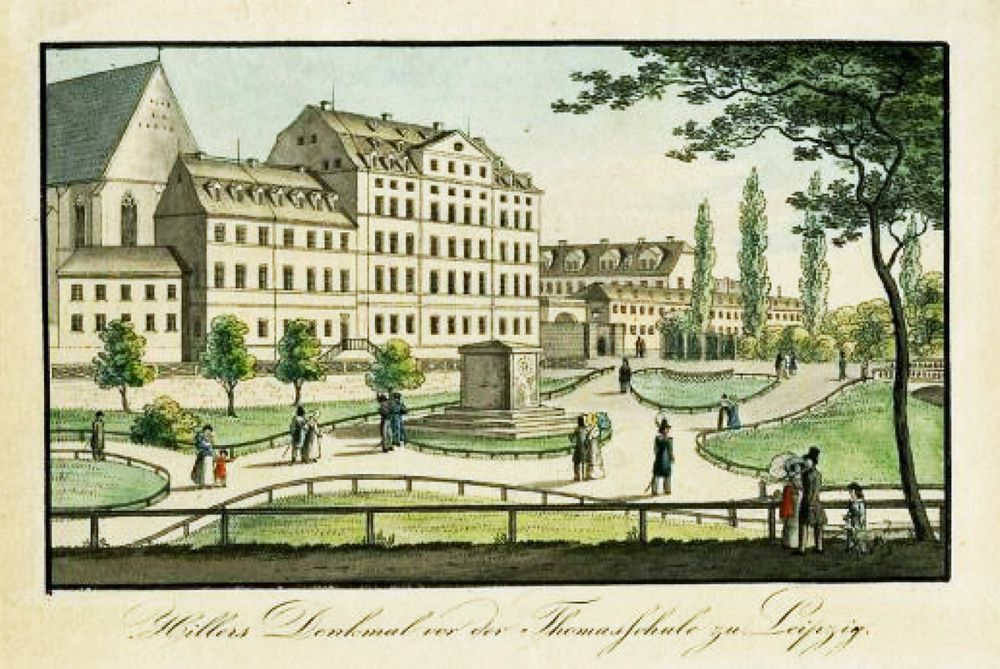
Der Standort des Denkmals

Die Schwestern hatten ihren Leipziger Förderer, der 1804 gestorben war, nicht vergessen. Der Leipziger Maler Veit Hanns Schnorr von Carolsfeld erhielt einen Brief mit der Bitte, in Leipzig ein Denkmal für ihren Lehrer Hiller zu errichten. Die Geldmittel von 500 Talern folgten. Schnorr von Carolsfeld fertigte zwei Entwurfszeichnungen. Die erste ist im Stadtgeschichtlichen Museum Leipzig erhalten, nach der zweiten (im Kupferstichkabinett Dresden) wurde das Denkmal 1831/1832 angefertigt. Die ausführenden Bildhauer waren die Schnorr-Schüler Friedrich Funk und Johann Christoph Wingrich.
Das Denkmal wurde auf einem flachen Hügel westlich der Thomaskirche und der alten Thomasschule errichtet. Auf einem dreistufigen Unterbau stand ein Quader mit überkragender Deckplatte und flach abgewalmter Bedachung. Nach Westen zeigte er die noch erhaltene Reliefplatte, nach Süden und Norden die Geburts- bzw. Sterbedaten Hillers. Nach Osten war als Inschrift zu lesen: „Ihrem verewigten Lehrer und väterlichen Wohltäter die vier Schwestern Mariana, Franziska, Aloysia, Thekla Podlesky, den 19. Junius 1832“.
Im Zusammenhang mit der Neugestaltung der Westfassade der Thomaskirche wurde 1888 beschlossen, den Promenadenbereich neu zu gestalten. Das Hiller-Denkmal verschwand. Anfang des 20. Jahrhunderts wurde die Reliefplatte des Denkmals an der Thomaskirche angebracht.